# Borel (cráter)

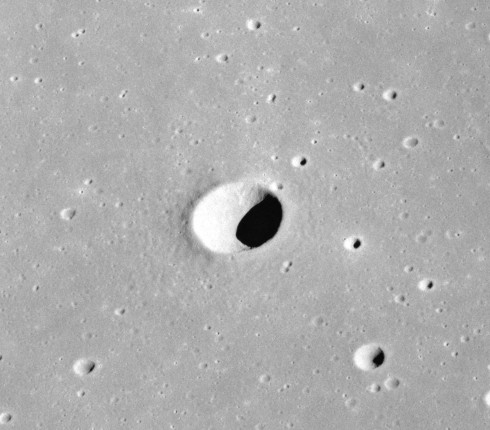
Imagen oblicua de Borel desde el Apolo 17

Borel es un pequeño cráter de impacto lunar situado en la parte sureste del Mare Serenitatis. Al noreste se halla el cráter Le Monnier. Borel fue identificado previamente como Le Monnier C antes de ser renombrado por la UAI.
|  |  |

Se trata de un elemento más o menos circular con forma de copa, con el suelo de sus bordes interiores que descienden hasta el punto medio del cráter. El interior tiene un albedo más alto que el mar lunar oscuro que lo rodea.